# Charles Tyson Yerkes
Charles Tyson Yerkes (25 de juny, 1837 - 29 de desembre, 1905) fou un fincancer americà, nascut a Filadèlfia, Pennsilvània. Fou una de les persones més implicades en el desenvolupament de sistemes de trànsit massiu o metros a les xarxes de Chicago i al Londres
Entre altres, va crear l'empresa Underground Electric Railways of London Company Ltd (UERL) fruit de l'aglomeració de diferents empreses independents del metro de Londres.